# Hubert Le Blanc
Hubert Le Blanc (actif en 1740) est un auteur français, joueur de basse de viole (instrument également appelé viole de gambe). Juriste, il était aussi abbé, ce qui ne signifie absolument pas qu’il était prêtre (ce type d’abbé n’avait reçu que les ordres mineurs). Regrettant fortement que les interprétations à la viole devinssent démodées, il écrivit le traité Défense de la basse de viole contre les entreprises du violon et les prétentions du violoncelle, qui a été publié à Amsterdam par Pierre Mortier en 1740.
Tous ceux qui ont écrit sur lui sont unanimes pour le considérer comme un excentrique : son traducteur allemand (Erhard, 1951) l'appelait « un vieux gentilhomme quelque peu sarcastique » ; son traducteur anglais (Jackson, 1973) disait qu'il avait une « personnalité colorée et excentrique » ; son unique biographe (Fétis, 1863) nous dit que lorsqu'il apprit que son traité allait être publié à Amsterdam, il fut si transporté de joie qu'il partit immédiatement (probablement de Paris), attiré qu'il était lorsqu'il reçut la nouvelle, en robe de bain, pantoufles, et bonnet de nuit. En dépit de sa réputation d'excentricité et de sa prose marquante, lardée d'allusions mythologiques, il fournit une quantité de témoignages sur la vie musicale du XVIIIe siècle. Le traité est divisé en trois parties.

## Dissertation sur les pièces et les sonates
Dans la première partie, Le Blanc associe des pièces avec la viole, la musique dans le goût français, et la poésie musicale ; il associe des sonates avec le violon, la musique dans le goût italien et la prose musicale. Il discute la viole interprétant Marin Marais (1656–1728) et Antoine Forqueray (c. 1671-1745) en détail, suggérant qu'il était assez âgé pour avoir été témoin en personne de leur interprétation.

## La viole de gambe contre le violon
La seconde partie, la plus longue du traité, est racontée sous la forme d'un dialogue entre « Sultan Violon, une œuvre mal venue et un pygmée, » et Madame Viole, dans lequel ces personnages allégoriques débattent des mérites relatifs de la viole et du violon dans le Jardin des Tuileries avant un Concert Spirituel dans lequel les violonistes Giovanni Battista Somis (1686–1763) et Francesco Geminiani (1687–1762) doivent jouer dans le style italien à un concert hautement médiatisé. Cette partie présente un aperçu sur la transition entre l'interprétation privée par des amateurs de la noblesse et de la haute bourgeoisie vers l'interprétation par des professionnels dans une salle de concert publique.

## Règles pour tout rendre jouable à la viole
Dans la troisième partie, Le Blanc présente une solution à la popularité en baisse de la viole et la popularité en hausse du violon, en expliquant comment jouer de la musique pour violon à la viole. La profusion des détails dans cette partie montre que Le Blanc doit avoir été lui-même un interprète expert, et décrit les pratiques d'exécution contemporaines, à la fois à la viole et sur d'autres instruments.